# Stuart Cable

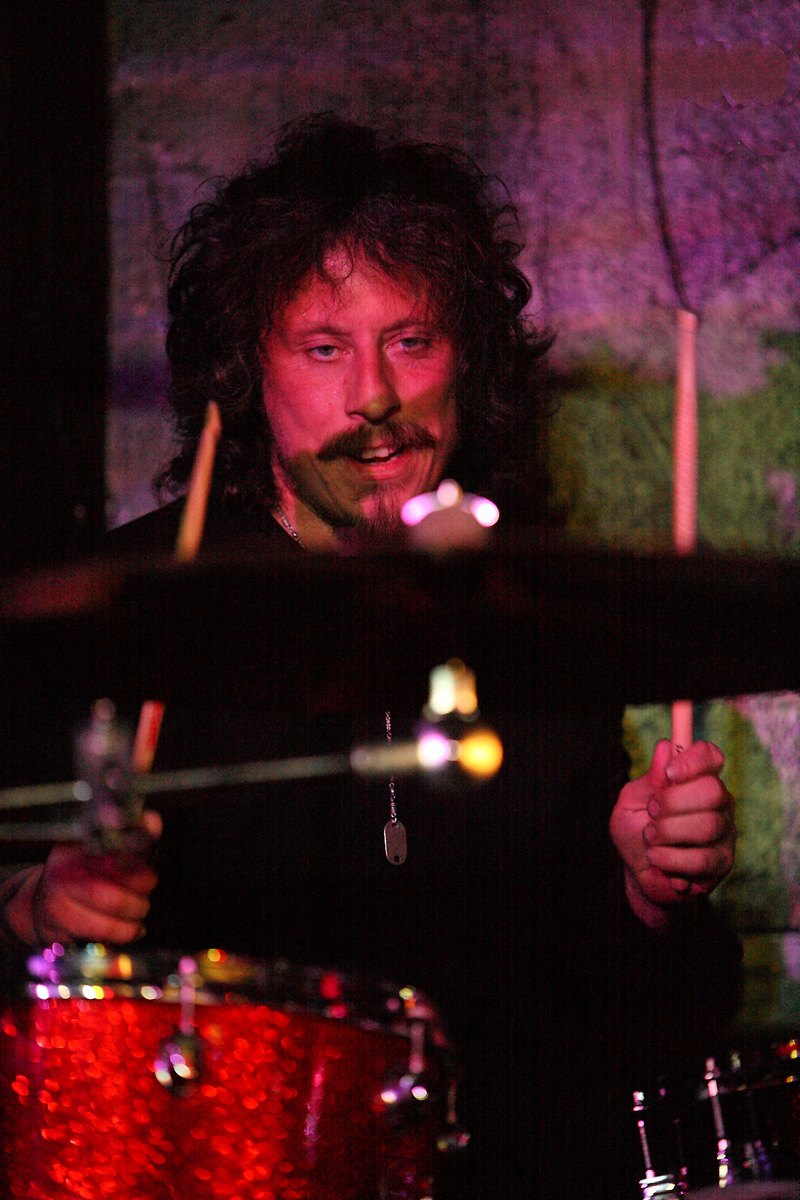
Stuart Cable

Stuart Cable, född 19 maj 1970 i Aberdare, Rhondda Cynon Taff, död 7 juni 2010 i Llwydcoed, Rhondda Cynon Taff, var en brittisk (walesisk) rocktrummis och originalmedlem i Stereophonics.
Cable startade bandet Stereophonics år 1992 tillsammans med Kelly Jones och Richard Jones. Han fick sparken från bandet år 2003.
Cable hittades död hemma i Llwydcoed nära Aberdare den 7 juni 2010. Tusentals fans kantade gatorna för att se Cables begravningskortege i Aberdare den 21 juni. Själva ceremonin var privat.